# زاك براون
زاك براون (بالإنجليزية: Zach Brown)‏ هو لاعب كرة قدم أمريكية أمريكي، ولد في 23 أكتوبر 1989 في كولومبيا في الولايات المتحدة.

## وصلات خارجية
- زاك براون على موقع الاتحاد الدولي لألعاب القوى (الإنجليزية)
- زاك براون على موقع إي إس بي إن.كوم (أن.أف.أل)3
- زاك براون على موقع مرجع كرة القدم المحترفة.كوم (الإنجليزية)